# 146040 Alicebowman
146040 Alicebowman è un asteroide della fascia principale. Scoperto nel 2000, presenta un'orbita caratterizzata da un semiasse maggiore pari a 2,3624464 au e da un'eccentricità di 0,0843645, inclinata di 2,18005° rispetto all'eclittica.